# Dean Stoneman

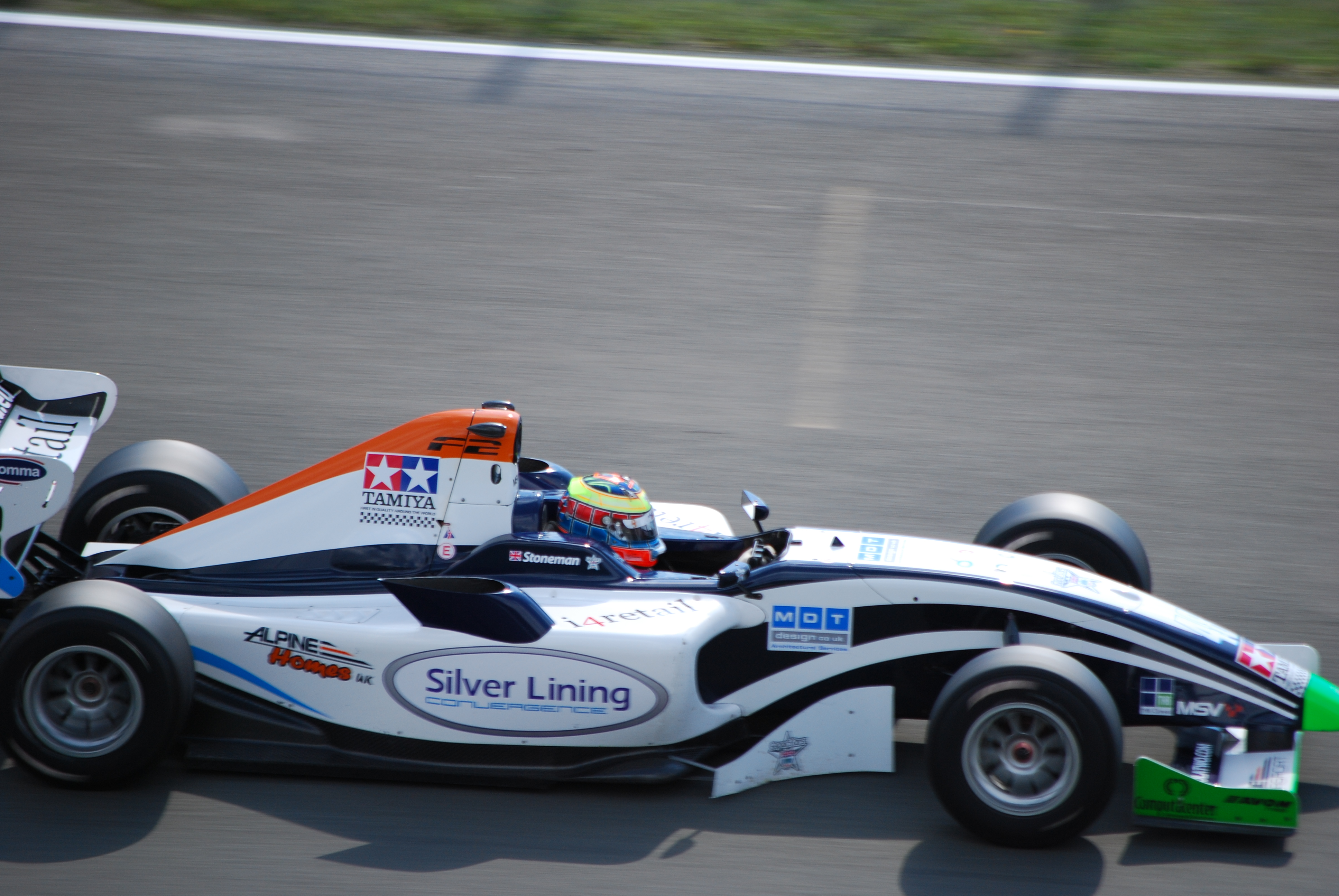
Stoneman op het circuit van Oschersleben, 2010

Dean Colin Stoneman (Croydon, 24 juli 1990) is een Brits autocoureur.

## Carrière
Net als de meeste autocoureurs begon ook Stoneman in het karting. Hij maakte zijn eerste meters in de eenzitters in 2006, toen hij in enkele ronden van de Formule Renault BARC mocht rijden. In 2007 reed hij hier het hele seizoen, waarin hij als tweede achter Hywel Lloyd eindigde. Hij finishte ook als zesde in de Formule Renault 2.0 UK Winter Series.
Stoneman verhuisde naar het hoofdkampioenschap van de Formule Renault 2.0 UK in 2008, waarbij hij drie overwinningen scoorde op zijn weg naar de vierde plaats in het kampioenschap. Hij werd in dat jaar ook genomineerd voor de McLaren Autosport BRDC Award, maar net als Wayne Boyd, Adam Christodoulou, Jason Moore en Aaron Steele verloor hij van Alexander Sims. Stoneman finishte opnieuw als vierde in de Formule Renault UK in 2009, deze keer met slechts één overwinning.
In 2010 rijdt Stoneman in de Formule 2. Met overwinningen op het Stratencircuit Marrakesh, het Circuit Zolder, het Autódromo Internacional do Algarve, Brands Hatch en de Motorsport Arena Oschersleben werd hij kampioen na het grootste deel van het seizoen tweede te staan achter Jolyon Palmer. Door zijn kampioenschap kreeg hij een Formule 1-test voor Williams. Op de eerste dag van de Young Driver's Test op het Yas Marina Circuit eindigde hij als vijfde met twee seconden achterstand op Daniel Ricciardo.
Aan het eind van het seizoen 2010 nam Stoneman deel aan het laatste raceweekend van de Formule Renault 3.5 Series voor het team Junior Lotus Racing op het Circuit de Catalunya, waar hij in de races als achttiende en veertiende eindigde. Het was de bedoeling dat hij in 2011 het volledige seizoen zou deelnemen voor ISR Racing, maar hij werd gediagnosticeerd met teelbalkanker en moest het gehele seizoen uitzitten.
In 2013 keerde Stoneman terug in de autosport in de Britse Porsche Carrera Cup, waarbij hij beide races in zijn debuutweekend won. Echter had hij later in het seizoen te veel strafpunten verzameld en mocht hij één raceweekend niet meedoen. Aan het eind van het jaar keerde Stoneman terug in de eenzitters in de GP3 Series voor Koiranen GP om in het laatste raceweekend op het Yas Marina Circuit Aaro Vainio te vervangen. Hij maakte hier veel indruk met een zesde plaats in de eerste race en een tweede plaats in de tweede race, waardoor hij uiteindelijk als zestiende in het kampioenschap eindigde met 20 punten.
In 2014 keerde Stoneman fulltime terug in het formuleracing. Hij bleef in de GP3 rijden, maar stapte over naar het team Marussia Manor Racing. Op het Circuit de Barcelona-Catalunya behaalde hij zijn eerste overwinning in het kampioenschap en voegde hier op Spa-Francorchamps en het Autodromo Nazionale Monza nog twee aan toe. Hierna ging het Formule 1-team van Marussia failliet, waardoor het GP3-team ook ophield te bestaan. Hierna keerde Stoneman terug naar Koiranen, waar hij Carmen Jordá verving. Meteen behaalde hij de pole position en de overwinning op het Sochi Autodrom en won opnieuw op het Yas Marina Circuit. Hierdoor eindigde hij achter Alex Lynn als tweede in het kampioenschap met 163 punten.
In 2015 keerde Stoneman terug in de Formule Renault 3.5, waar hij naast Nyck de Vries ging rijden voor het team DAMS. Ook werd hij naast Pierre Gasly en Callum Ilott opgenomen in het Red Bull Junior Team. Met vier podiumplaatsen werd hij zesde in de eindstand met 130 punten. Naast zijn Formule Renault 3.5-activiteiten maakte hij zijn debuut in de GP2 Series tijdens het raceweekend in Sochi bij het team Carlin als vervanger van Julian Leal. Met één punt, behaald met een negende plaats tijdens zijn eerste race, werd hij 24e in het kampioenschap.
In 2016 maakt Stoneman de overstap naar de Verenigde Staten, waarbij hij debuteert in de Indy Lights voor het team Andretti Autosport.